# ملا كندي (مياندوآب)
كندي هي قرية في مقاطعة مياندوآب، إيران. يقدر عدد سكانها بـ 536 نسمة بحسب إحصاء 2016.